# كوري كينيدي (متزلج لوحي)
كوري كينيدي (بالإنجليزية: Cory Kennedy)‏ هو متزلج لوحي أمريكي، ولد في 4 أكتوبر 1990 في ليك ستيفنز في الولايات المتحدة.